# Marija Kohn
Marija Kohn (7 de agosto de 1934 – 16 de julio de 2018) fue una actriz croata. Apareció en cerca de ochenta películas desde 1957 hasta 2018.

## Filmografía seleccionada
| Año  | Título original    | Papel |
| ---- | ------------------ | ----- |
| 1958 | H-8                |       |
| 1959 | Noci i jutra       |       |
| 1978 | Bravo maestro      |       |
| 2002 | Prezimiti u Riu    |       |
| 2005 | Snivaj, zlato moje |       |
| 2010 | Na putu            |       |